# تپه شیخ سرمست
تپه شیخ سرمست مربوط به دوران پیش از تاریخ ایران باستان - دوران‌های تاریخی پس از اسلام است و در شهرستان اورمیه، بخش نازلوچای، روستای سرمست واقع شده و این اثر در تاریخ ۱ آبان ۱۳۴۴ با شمارهٔ ثبت ۴۴۷ به‌عنوان یکی از آثار ملی ایران به ثبت رسیده است.